# Lodes (cognome sardo)
Lodes è un cognome di lingua sarda.

## Varianti
Lode, Lodi.

## Origine e diffusione
Il cognome è tipicamente nuorese.
Potrebbe derivare dal toponimo Lodè in provincia di Nuoro.
La variante Lodi è omonima del cognome italiano Lodi, che è tuttavia di differente derivazione.